# Konstantin Grcic

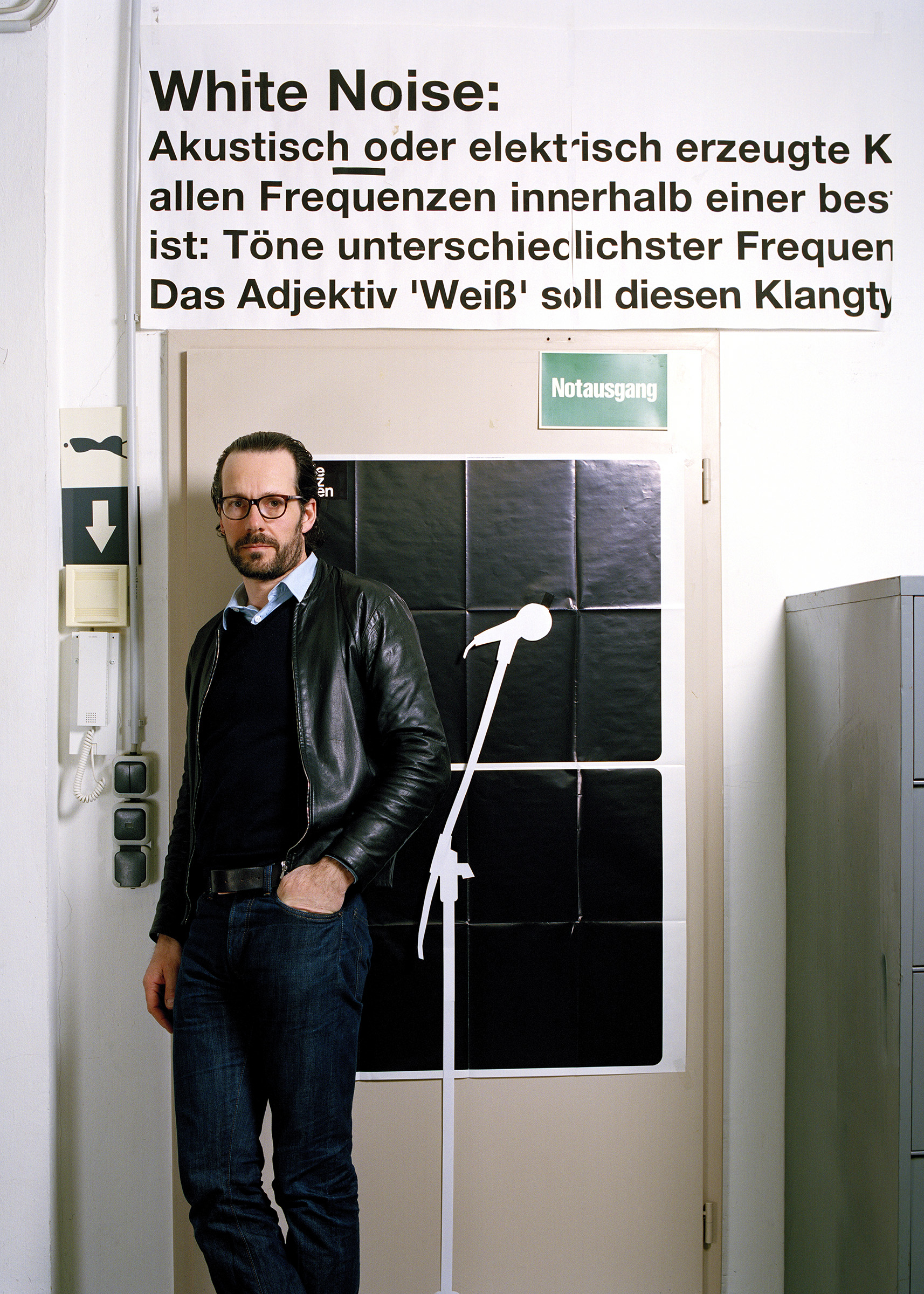
Konstantin Grcic von Oliver Mark, München 2010

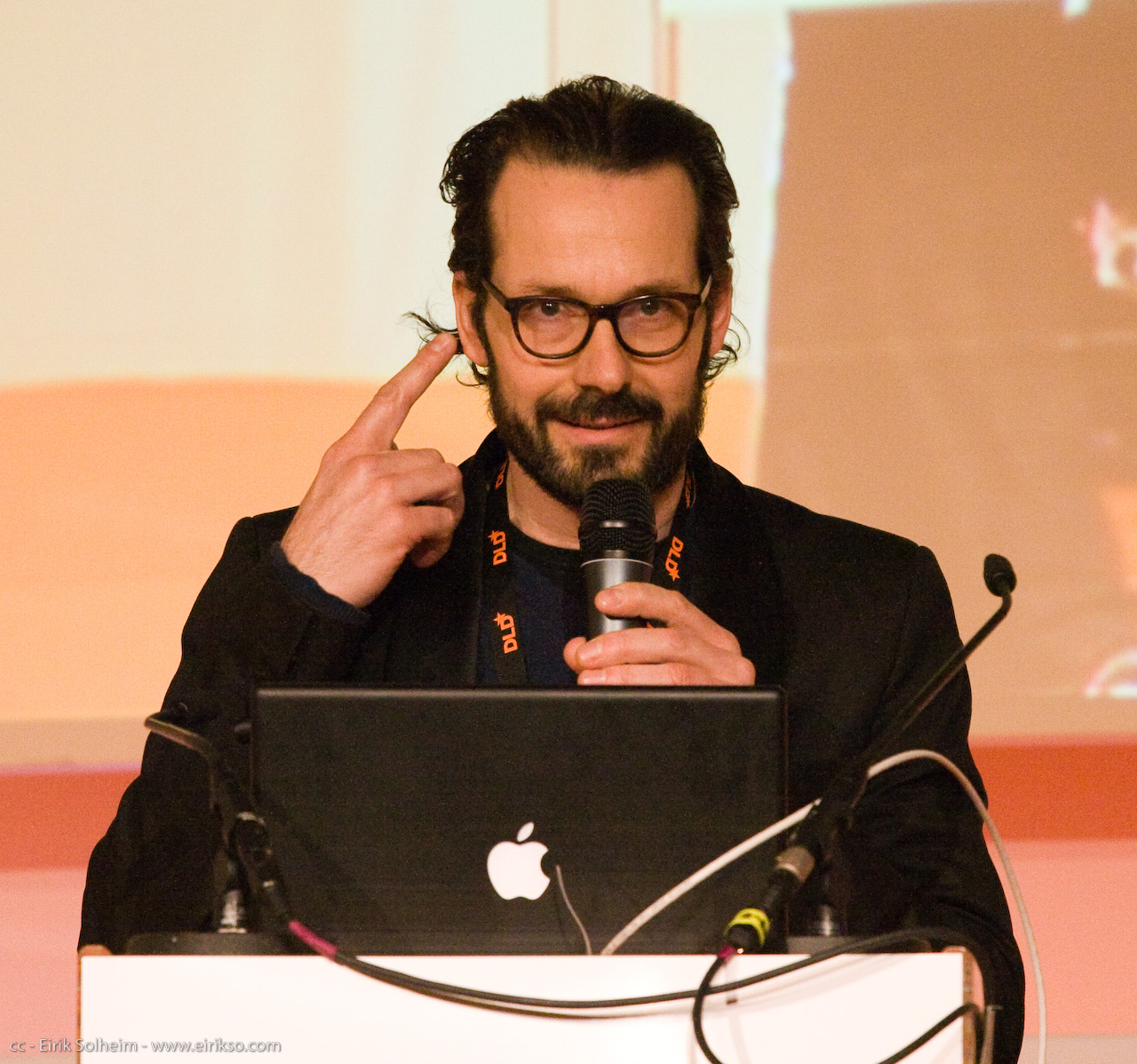
Konstantin Grcic (2008)

Konstantin Grcic (auch Grčić [ˈɡr̝tʃɪtʃ]; * 18. Mai 1965 in München) ist ein deutscher Industriedesigner.

## Leben
Der Sohn eines direkt nach dem Zweiten Weltkrieg aus Serbien Emigrierten und einer deutschen Mutter, die als Kunsthändlerin ihre eigene Galerie führte, wuchs in Wuppertal auf. Die Künstlerin und Professorin für Bildhauerei Tamara Grcic ist seine ältere Schwester.
Grcic machte ab 1985 zunächst in Dorset eine Ausbildung an der John Makepeace School for Craftsmen in Wood (Parnham College) zum Möbelschreiner. Im Anschluss an seine Lehre studierte er ab 1988 am Royal College of Art in London Industriedesign. Nach dem Abschluss arbeitet er eine Zeitlang als Assistent von Jasper Morrison, der Gast-Professor am College sowie zufällig auch sein Nachbar war. Neben Morrision waren seine Designerberuf-Vorbilder überwiegend Italiener wie Achille Castiglioni, Franco Albini und Ettore Sottsass.
In München gründete Grcic 1991 sein Designbüro Konstantin Grcic Industrial Design. In der Folge entwarf er im Auftrag zahlreicher Hersteller Möbel, Leuchten und Accessoires. Viele seiner Entwürfe fanden starke Beachtung, da sie Materialien und Produktionstechniken auf neue Weise nutzten, wobei oftmals überraschende Ergebnisse entstanden, wie beispielsweise die offene Sitzstruktur Osorom (2002) aus Hirek-Kunststoff. Die Sitzschale des Stuhls Chair One (2002) ist aus einer flachen Struktur dreidimensional zusammengesetzt. Dabei wurde Aluminiumdruckguß verwendet, das zuvor meist für Möbelgestelle zum Einsatz kam. In Kooperation des Südtiroler Möbelunternehmens PLANK S.r.l. mit BASF entstand der Stuhl Myto, aus Spritzguss gefertigt, mit einem Material, das sich im Formwerkzeug schnell ausbreitet und besonders stabile Strukturen bildet. Sein am meisten verbreiteter Entwurf ist die aus Polypropylen gefertigte Leuchte Mayday. Neben Projekten im Auftrag für Unternehmen und Möbelverleger entwirft er Objekte, die in Kleinserien gefertigt werden, etwa für die Pariser Galerie Kreo.
Grcic gilt als einer der einflussreichsten Designer der Gegenwart, dies betrifft nicht nur Medien, die seine Arbeit kontinuierlich begleiten, sondern auch junge Designer in aller Welt, zu denen er intensiven Kontakt pflegt. Nach dem Vorbild des italienischen Studio-Systems arbeitet er intensiv mit wechselnden Assistenten zusammen. So arbeiteten etwa Nitzan Cohen (heute Professor in Saarbrücken), Pauline Deltour, Stefan Diez, Ascan Mergenthaler (heute im Architekturbüro Herzog & de Meuron), Jonathan Olivares, Marie Rahm und Clemens Weisshaar mit Grcic zusammen, bevor sie selbst mit ihren Projekten und Entwürfen bekannt wurden.
Entwürfe Grcics finden sich in den wichtigen Museen und Designsammlungen in aller Welt, darunter in der Sammlung des Museum of Modern Art in New York, in Deutschland unter anderem im Deutschen Museum und in der Neuen Sammlung in München. 2000 wählte er auf Einladung des Goethe-Nationalmuseums in Weimar 64 Alltagsgegenstände aus dem Besitz von Johann Wolfgang von Goethe aus, die er in einer Ausstellung in der Casa di Goethe in Rom mit neun eigenen Entwürfen konfrontierte.

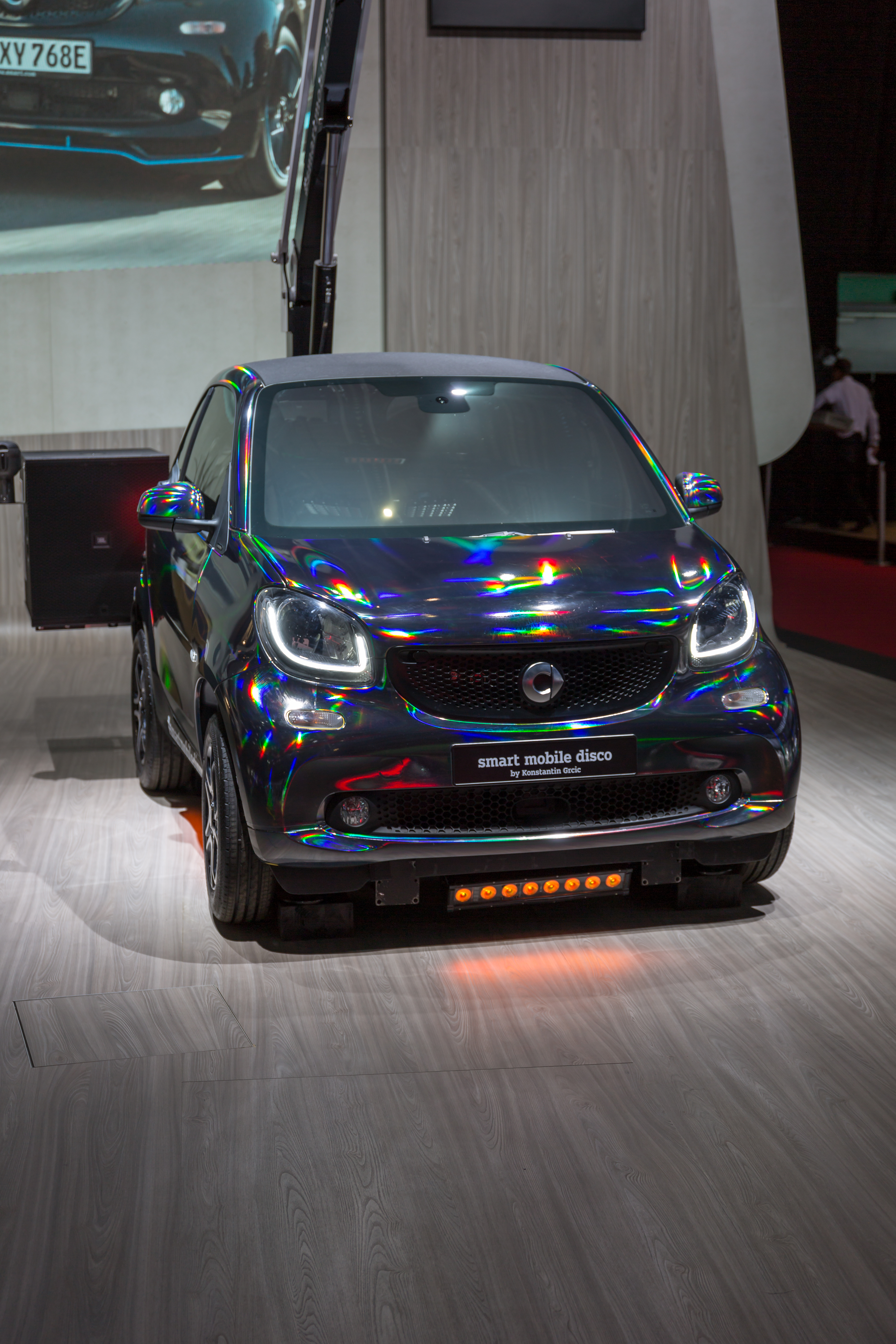
Smart mobile disco

Das Design Museum London zeigte 2007 die Ausstellung 25/25 – Celebrating 25 Years of Design. 2012 gestaltete Grcic die Ausstellung Ressource Architektur im Deutschen Pavillon auf der 13. Ausgabe der Internationalen Architektur-Biennale in Venedig. Im Vitra Design Museum in Weil am Rhein war 2014 die Ausstellung Konstantin Grcic. Panorama zu sehen. 2018 verlegte Grcic sein Studio von München nach Berlin.

## Auszeichnungen
- Fellow der Royal Society of Arts, London, 2010
- Praxisstipendiat in der Deutschen Akademie Rom Villa Massimo, 2010[10]
- „Größter lebender Designer“, art – Das Kunstmagazin 2008
- „A&W Designer des Jahres 2007“ verliehen vom Magazin A&W Architektur & Wohnen
- Nombre d’Or, Salon du Meuble, Paris, 2004
- XIX. Premio Compasso d’Oro, ADI, Mailand, 2001
- Guest of Honour, Interieur Biennial, Kortrijk, 2000
- Modernism Award For Young Designers, Brooklyn Museum of Art, New York, 1999
- Förderpreis für Design der Landeshauptstadt München 1995
- Bayerischer Staatspreis für Nachwuchsdesigner 1988

## Ausgewählte Ausstellungen
- »New Normals«, Haus am Waldsee, Berlin, 2022
- »Playtime«, Galerie Max Hetzler, Berlin, 2016
- »Abbildungen«, Kunsthalle Bielefeld, Bielefeld, 2016
- »Konstantin Grcic: The Good, The Bad, The Ugly«, Die Neue Sammlung, München, 2015/2016
- »Panorama«, Grassi Museum für Angewandte Kunst, Leipzig, 2015/2016
- »Panorama«, Vitra Design Museum, Weil am Rhein, 2014